# الحبيل (رجال ألمع)
الحبيل : إحدى مراكز محافظة رجال ألمع. تقع في جنوب غرب المحافظة على مسافة 25 كيلاً، ويقطنها 14056 نسمة.